# 南圭介
南 圭介（みなみ けいすけ、1985年7月3日 - ）は、日本の俳優、タレント。東京都出身。 Thanks!所属。早稲田大学政治経済学部経済学科卒業。

## 略歴
神奈川県横浜市に生まれ、生まれてすぐにパキスタンに移り住み、小学3年生から6年生までの間はシンガポールで過ごした。高校3年時の夏休みに渋谷でスカウトされ芸能事務所に入った。当時の事務所はトレンド。2004年に映画『少年と星と自転車』でデビュー。2006年から舞台『ミュージカル テニスの王子様』に出演。2007年6月、若手俳優ユニットPureBoysのメンバーとなる。ユニットのリーダーとなり、八神蓮とともに2012年10月の解散時まで在籍した。2008年3月、大学卒業。2015年3月、ルビーパレードへ移籍。2017年7月、『宇宙戦隊キュウレンジャー』に鳳ツルギ / ホウオウソルジャー役で出演。2008年にゲスト出演した『炎神戦隊ゴーオンジャー』以来、約10年ぶりの特撮出演について「やっと願いが叶った」と語っている。過去には『轟轟戦隊ボウケンジャー』や『烈車戦隊トッキュウジャー』のオーディションも受けていた。2018年11月、サンズエンタテインメント（現 Thanks）の体制変更に伴いThanksに移籍。2022年12月15日、結婚を発表、詳細は公表していない。2023年5月16日、白神山地魅力発信アンバサダーに就任。2024年8月10日、ウズベキスタン観光大使に就任。

## 人物
趣味はスポーツ、ドライブ。特技はバスケットボール（ダンクシュート）。漢字検定準1級、ウイスキー検定2級、世界遺産検定2級を獲得している。同検定については2020年に1級、2023年にはマイスターにも合格した。本人のブログや、協会のウェブページでも紹介されている。マイスター取得後、世界遺産アカデミー認定講師の資格も取得している。
UNISON SQUARE GARDENのボーカル・斎藤宏介はシンガポール滞在時および大学の同級生である。
『宇宙戦隊キュウレンジャー』で南が演じた鳳ツルギについて、メインライターを務めた毛利亘宏は南に決まってから固まった部分が大きいと述べており、東映プロデューサーの望月卓も南ありきのキャラであったと評している。同作品で共演した岐洲匠は、南の人物像を「すべてを受け入れる人」と述べている。
子供の時見ていたスーパー戦隊シリーズは『高速戦隊ターボレンジャー』と『地球戦隊ファイブマン』。
2021年〜2024年、東京工科大学でコミュニケーションに関する講義を実施した。2022年にはNHK Eテレ高校講座「地理総合」ナビゲータを担当したことから、これからは「伝える」ことも行なっていきたいと述べている。2023年から東京理科大学オープンカレッジで「南圭介と旅する世界遺産と世界の暮らし」講座を担当。

## 作品

### 映像作品
- One-way Ticket（2007年2月7日、マーベラスエンターテイメント）
- 名前で呼ぶなって! 南圭介?Keep my hope alive?（2007年9月21日、ジェネオンエンタテインメント）
- キラキラACTORS TV 相葉弘樹・南圭介（2008年9月17日、マーベラスエンターテイメント）
- K-SK（2009年2月25日、彩文館）

## 出演

### テレビドラマ
- 金曜エンタテインメント 熱血シングル・ファザー 新聞記者・新庄圭吾の事件ファイル（2004年10月、フジテレビ） - 和田雄一郎 役
- 理想の生活（2005年10月 - 11月、NHK） - 大倉 役
- 月曜ミステリー劇場 外科医零子4「ハートの240秒」（2006年2月、TBS） - 松戸淳 役
- しにがみのバラッド。 第1話（2007年1月、テレビ東京） - 上木真之介 役
- 夏雲あがれ（2007年6月 - 7月、NHK） - 篤之介君 役
- スーパー戦隊シリーズ（テレビ朝日）
  - 炎神戦隊ゴーオンジャー 第6話「乙女ノココロ」（2008年3月） - 小川征爾 役
  - 宇宙戦隊キュウレンジャー（2017年7月9日 - 2018年2月4日） - 鳳ツルギ / ホウオウソルジャー 役[9]
- 課長島耕作2-香港の誘惑-（2008年10月、日本テレビ） - 星康夫 役
- シバトラ〜童顔刑事・柴田竹虎〜 第11話（2008年9月、フジテレビ）
- サラリーマン金太郎（2008年10月 - 12月、テレビ朝日） - 椎名撤平 役
  - サラリーマン金太郎2（2010年1月 - 3月）
- メイちゃんの執事（2009年1月 - 3月、フジテレビ） - 築地 役
- ブザー・ビート〜崖っぷちのヒーロー〜 第2話（2009年7月、フジテレビ） - 高岡智志 役
- 大仏開眼（2010年4月、NHK） - 藤原巨勢麻呂 役
- 絶対零度〜未解決事件特命捜査〜（2010年4月 - 6月、フジテレビ） - 秋山透 役
- 土曜ワイド劇場 広域警察（2010年5月、朝日放送・テレビ朝日） - 城田和也 役
  - 広域警察2（2011年5月） - 水沢夏彦 役
  - 広域警察3（2012年11月）
  - 広域警察4（2013年10月）
  - 広域警察5（2014年10月）
  - 広域警察7（2016年2月）
- いぬのおまわりさん（2010年7月4日、MBS・TBS） - 大久保太一 役
- 警視庁継続捜査班（2010年7月 - 9月、テレビ朝日系） - 友枝達也 役
- 美しい隣人（2011年1月 - 3月、関西テレビ・フジテレビ） - 松井理生 役
- アスコーマーチ〜明日香工業高校物語〜（2011年4月 - 6月、テレビ朝日） - 輪島豪 役
- 陽はまた昇る（2011年7月 - 9月、テレビ朝日） - 関根尚充 役
- 愛・命 〜新宿歌舞伎町駆け込み寺〜（2011年12月17日、テレビ朝日） - 山中純一 役
- 聖なる怪物たち（2012年1月 - 3月、テレビ朝日） - 竹内悠 役
- クローバー 第3話（2012年4月27日、テレビ東京） - 菊池 役
- 土曜ワイド劇場 事件15 復讐殺人法廷（2012年5月12日、テレビ朝日） - 遠藤祐介 役
- ハイスクール歌劇団☆男組（2012年10月6日、CBC） - 飯田淳 役
- 匿名探偵 最終話（2012年12月7日、テレビ朝日） - 小森恵一 役
- 夜行観覧車（2013年1月 - 3月、TBS） - 藤川亙 役
- 白衣のなみだ 第二部「慈命」（2013年4月 - 5月、東海テレビ・フジテレビ） - 富沢貴之 役
- BADBOYS J（2013年6月、日本テレビ） - 佐々木俊明 役
- 二十四の瞳（2013年8月4日、テレビ朝日） - 相沢仁太 役
- 水曜ミステリー9 看護師・戸田鮎子の推理カルテ2（2013年10月30日、テレビ東京） - 橋口刑事 役
- ノーコン・キッド 〜ぼくらのゲーム史〜 第5話（2013年11月1日、テレビ東京） - 裕介 役
- 日本・インドネシア国交樹立55周年ドラマ「Aishiteru（愛してる）」（2014年5月17日、BSフジ）
- 水曜ミステリー9 警視庁特捜対策室 迷宮捜査の女（2015年1月21日、テレビ東京）
- スミカスミレ 45歳若返った女 第7話（2016年3月18日、テレビ朝日） - 上田 役
- ドラマスペシャル 狙撃（2016年10月2日、テレビ朝日） - 谷川敦 役
- 魔法×戦士 マジマジョピュアーズ! 第19話（2018年8月5日、テレビ東京） - 小岩ミノル 役
- 仮面ライダーゼロワン 第21・22・24話（2020年2月2日・9日・23日、テレビ朝日） - 弁護士ビンゴ 役[23]
- 大河ドラマ「麒麟がくる」 第7・8回（2020年3月1日・8日、NHK） - 斎藤家若侍 役
- GARO -VERSUS ROAD- 第3・4話（2020年4月16日・4月23日、TOKYO MX） - 水瓶幸哉 役
- こわでん　日本各地の怖い伝説　ゾクゾクが止まらない！（3）（2021年1月22日、NHK-BS）
- 科捜研の女 Season21 第11話（2022年2月10日、テレビ朝日） - 庄司直樹 役
- 最高のオバハン 中島ハルコ2（2022年10月8日 - 12月10日、テレビ東海） - 菰野剣太郎 役
- 婚活食堂 第2話（2023年4月22日、BSテレ東） - 宝井純一 役
- シッコウ!!〜犬と私と執行官〜 第5話（2023年8月8日、テレビ朝日） - 赤沢速人 役
- スカイキャッスル 第8話・最終話（2024年9月19日・26日、テレビ朝日） - 警備員 役
- 大追跡〜警視庁SSBC強行犯係〜 第4話（2025年7月30日、テレビ朝日） - 富樫繁之 役[24]

### ウェブドラマ
- シリーズ怪獣区 ギャラス（2019年2月2日、東映特撮ファンクラブ） - 大鷹隼人 役[25]
- スーパー戦隊シリーズ
  - 王様戦隊キングオージャー IN SPACE（2024年11月10日、東映特撮ファンクラブ） - 鳳ツルギ 役[26]
  - 爆上戦隊ブンブンジャー formation lap 始末屋 オブ ギャラクシー（2025年7月13日、東映特撮ファンクラブ） - 鳳ツルギ 役[27]

### 映画
- 少年と星と自転車（2004年） - 山田ミツル 役
- トリコン!!! triple complex（2008年） - キング 役
  - トリコン!!!リターンズ triple complex（2008年）
- ガチバン（2008年） - 沢村亮 役
- SPACE BATTLESHIP ヤマト（2010年） - 杉山 役
- ハニー・フラッパーズ（2014年） - テル 役
- 第九条（2016年）[28][29]
- 宇宙戦隊キュウレンジャー THE MOVIE ゲース・インダベーの逆襲（2017年） - 鳳ツルギ / ホウオウソルジャー 役
- 阿修羅少女〜BLOOD-C異聞〜（2017年） - 七原文人 役
- BLOOD CLUB DOOLS 1（2018年） - 七原文人 役
- BLOOD CLUB DOOLS 2（2020年） - 七原文人 役
- 劇場版 仮面ライダーゼロワン REAL×TIME（2020年） - 弁護士ビンゴ 役[30]
- 国民の選択 （2021年） [31]
- 文豪ストレイドッグス BEAST（2022年） - 孤児院の院長 役
- 劇場版ドクターX FINAL（2024年）
- 夜明けの蜃気楼（2025年） - 主演・雨宮省吾 役[32]

### オリジナルビデオ
- レモンエンジェル（2006年、ハピネット・ピクチャーズ） - トシヤ 役
- スーパー戦隊シリーズ - 鳳ツルギ / ホウオウソルジャー 役
  - 宇宙戦隊キュウレンジャーVSスペース・スクワッド（2018年8月8日、東映ビデオ）[33]
  - ルパンレンジャーVSパトレンジャーVSキュウレンジャー（2019年8月21日発売、東映ビデオ）

### 舞台
- ミュージカル テニスの王子様（2006年 - 2007年） - 手塚国光 役
  - Advancement Match 六角 feat.氷帝学園
  - Absolute King 立海 feat.六角〜First Service〜
  - Dream Live 4th
  - Dream Live 4th Extra in 大阪
  - Absolute King 立海 feat.六角〜Second Service〜
- ひみつきち（2007年3月16日 - 18日、横浜赤レンガ倉庫） - 星史 役
- PureBOYS
  - 7Cheers!〜翔べ!自分という大地から!〜（2007年10月3日 - 8日、博品館劇場） - 不知火圭市 役
  - 7Dummy's Blues.（2008年8月20日 - 27日、青山円形劇場） - 南圭介 / 南圭介ダミー 役
  - 7Color Candles（2009年6月10日 - 14日、サンシャイン劇場） - 遠藤 役
  - 7Guys Gone〜七つの心の忘れもの〜（2010年4月14日 - 18日、シアターサンモール） - 細山田秀樹 役
  - 7PureBoys〜今年もありがとう公演〜汚れた靴（2011年12月28日 - 30日、恵比寿エコー劇場）
- ミュージカル DEAR BOYS（2007年12月20日 - 29日、全労済ホール スペース・ゼロ） - 三浦蘭丸 役
  - ミュージカル DEAR BOYS vs.EAST HONMOKU（2008年7月25日 - 8月3日、全労済ホール スペース・ゼロ）
- MEN&MAN 男たちのSADAME（2009年2月4日 - 8日、シアターサンモール） - 桐原直人 役
- メモリーズ4〜かつてすごし日々を愛でるということ〜（2009年4月1日 - 12日、シアターサンモール） - ダグラス・ステンレス博士 役
- 朗読劇 苦情の手紙（2009年5月19日、博品館劇場）
- bambino.3&＋（2009年8月19日 - 30日、シアターサンモール / 新神戸オリエンタル劇場） - 薫平 役
- abc〜青山ボーイズキャバレー〜（2009年10月24日、青山円形劇場）
- コントンクラブ image2〜オムニバス・ギャグエンターテインメント〜（2010年4月7日、シアターサンモール）
- abc★赤坂ボーイズキャバレーSpin Off「ゲネプロ!」〜自分に喝を入れて勝つ!〜（2011年3月2日 - 6日、博品館劇場） - 園部純 役
- LOVE × LETTERS（2010年11月19日・23日、ワーサルシアター）
- 男子ing!!（2011年10月14日 - 20日、相鉄本多劇場） - 近藤 役
- 吉本百年物語 キミとボクから始まった（2012年5月14日 - 6月6日、なんばグランド花月） - 秋田實 役
- LABYRINTH ラビリンス（2012年6月21日 - 24日、シアターグリーン BIG TREE THEATER）
- うんぷてんぷ（2013年9月19日 - 23日、横浜赤レンガ倉庫1号館3Fホール）
- Innocent World -千年の夜と百億の邂逅-（2014年6月26日 - 29日、六行会ホール）
- K（2014年8月6日 - 10日、六本木ブルーシアター） - 宗像礼司 役
  - 第二章 -AROUSAL OF KING-（2015年8月5日 - 15日、AiiA 2.5 Theater Tokyo / 8月19日 - 22日、メルパルク大阪）
- 暗転セクロスw（2014年10月9日 - 19日、上野ストアハウス） - 休憩チーム
- ペルソナ4 ジ・アルティメット イン マヨナカアリーナ（2014年12月19日 - 23日、東京芸術劇場プレイハウス） - 鳴上悠 役
- 神様はじめました THE MUSICAL♪（2015年3月21日 - 29日、東京芸術劇場プレイハウス） - 鞍馬 役
  - 2016（2016年1月、AiiA 2.5 Theater Tokyo）[34]
- BLOOD-C The LAST MIND（2015年7月2日 - 5日、世田谷パブリックシアター） - 七原文人 役
- 攻殻機動隊ARISE：GHOST is ALIVE（2015年11月5日 - 15日、東京芸術劇場プレイハウス） - ホセ 役
- 灰とダイヤモンド2016（2016年2月11日ゲスト、サンモールスタジオ） - ピザ屋 役
- ペルソナ4 ジ・アルティマックス ウルトラスープレックスホールド（2016年7月6日 - 10日、シアターGロッソ） - 鳴上悠 役
- ウルトラヒーローズ THE LIVE アクロバトルクロニクル 大阪公演（2016年9月17日 - 18日、八尾市文化会館 プリズムホール ） - ゲスト出演
- PREMIUM 3D MUSICAL「英雄伝説 閃の軌跡」（2017年1月8日 - 15日、Zeppブルーシアター六本木） - オリヴァルト・ライゼ・アルノール 役
- 朝劇 西新宿「恋の遠心力」（2017年1月29日）
- 灰とダイヤモンド〜And it’s pouring with rain （2017年2月22日 - 26日、Geki地下Liberty）
- 少年社中
  - 第34回公演「MAPS」（2018年5月31日 - 6月12日、紀伊國屋ホール / 6月22日 - 24日、ABCホール） - 漫画家 役
  - 第40回公演「三人どころじゃない吉三」（2023年6月8日 - 18日、紀伊國屋ホール） - 海老名軍蔵 役[35][36]
- 朗読劇 バケノカワ〜僕が君を守るから　（2020年2月15日・16日、万松寺白龍ホール） - キング 役
- 夜明け〜spirit〜 （2020年2月24日、WoodyTheatre 中目黒） - 千秋楽ゲスト出演
- 劇団プープージュース 第29回公演「フェイクニュース」（2021年4月8日 - 18日、シアタートラム ） - 高杉信太郎 役
- 演劇集団Z-Lion 「This is a お感情博士！」 （2021年6月4日 - 13日、俳優座劇場） - 馬来田 役
- ダンテ没後七百年記念公演 武楽「神曲　修羅六道」
  - 2021（2021年11月9日、観世能楽堂） - ダンテ 役
  - 2022（2022年5月1日、東京芸術劇場プレイハウス） - ダンテ 役
  - 2022（2022年11月5日、IHIステージアラウンド東京） - ダンテ 役
- 役がわり朗読劇　5YEARS AFTER
  - ver.8（2022年2月1日 - 3日、赤坂RED THARTER） - 水川啓人 役、他
  - ver.11（2024年5月24日 - 26日、赤坂RED THEATER）[37]
- ROOTERS〜応援者たち〜（2022年7月6日 - 7月10日、東京芸術劇場シアターウエスト / 7月14日、広島市南区民文化センター） - 主演 星辰雄 役　※新型コロナウイルスの影響で東京千秋楽および広島公演は中止
- はんなりラヂオ
  - はんなりラヂオプロデュース その11「はんなり☆夏語り〜久〜」（2022年8月18日 - 21日、赤坂RED THEATER） - 健太郎 役
  - はんなりラヂオプロデュース その12「はんなり☆夏語り〜繋〜」（2023年7月28日 - 30日、赤坂RED THEATER） - 米倉 役、28日のみ出演
- PERSONA SUPER LIVE P-SOUND WISH 2022 〜交差する旅路〜（2022年10月8日 - 9日、幕張メッセ国際展示場7・8 ホール） - 鳴上悠 役、9日のみ出演
- 新風プロジェクト第15弾「水滴、石を穿つ」（2023年7月22日 - 23日、浅草木馬館） - 土方歳三 役T
- 朗読劇「ROOM」（2024年5月19日、こくみん共済 coop ホール/スペース・ゼロ）[38]
- 劇団マカリスター 第11回本公演「僕は君にぞくぞくしている」（2024年10月23日 - 29日、下北沢駅前劇場） - 主演（奥山かずさとダブル主演）[39]
- 東京マハロ（テッコウショ）
  - 「余白を埋める〜エリカな人々2024」（2024年12月18日 - 22日、赤坂RED THEATER） - 宮西 役[40][41]
  - 「貴子はそれを愛と呼ぶ 2025」（2025年8月6日 - 13日、赤坂RED THEATER）
- MANKAI STAGE『A3!』ACT3! 2025（前期:2025年3月22日 - 4月13日、後期:4月18日 - 5月10日、KAAT 神奈川芸術劇場〈ホール〉） - 栗生善 役[42]

### テレビ番組
- 名前で呼ぶなって!（2007年4月 - 10月、独立UHF） - 第29話までのレギュラー
- ハピふる!（2008年3月 - 9月） - お天気キャスター「ハピふる!BOYS」
- FILM FACTORY（2009年6月、テレビ東京）
- 夜明けのマルシェ（2009年7月 - 8月、日本テレビ）
- もらえるテレビ!（2009年10月 - 2010年3月、テレビ朝日） - 「も組」レポーター
- PureBoys The Pure（2009年10月10日 - 12月19日、BSフジ）
- ブレインアスリート（2012年4月 - 5月、日本テレビ）
- Our Wonderfu World（2022年1月 - 3月 TOKYO MX）ナビゲーター
- NHK高校講座 地理総合（2022年4月 - 、NHK Eテレ）[43]
- 朝だ!生です旅サラダ（2023年8月 - 、朝日放送テレビ） - 海外リポーター

### ウェブ番組
- 南圭介・渡辺大輔・馬場良馬 トリプル・ゾーン（2011年11月 - 、ニコニコ生放送）
- ヤガミナミ☆のBAR（2014年1月 - 2015年12月、DMMライブトーク→ニコニコ生放送）
- 芸能マル秘チャンネル（2016年4月11日 - 2018年3月、AbemaTV） - メインパーソナリティー（月 - 金レギュラー出演）
- 南圭介・榊原徹士 なんてっ⁉︎チャンネル（2019年3月15日 - 2022年12月28日、 ONSTAGE）
- エレチャン -ELEMENTARY CHANNEL- 第33 - 36回（2019年12月16日 - 2020年1月6日、YouTube）

### CM
- P&G「パンテーン」（2010年、ウェブCM）
- JR東海 スマートEX「夏休み家族編」（2018年7月9日 - 22日、テレビ東京） - パパ 役

### ミュージックビデオ
- DEEP「白いマフラー」（2011年2月2日、rhythm zone）

### ドラマCD
- 宇宙戦隊キュウレンジャー サウンドスター2 - 3（2017年） - 鳳ツルギ / ホウオウソルジャー 役

## ディスコグラフィ

### キャラクターソング
| 発売日  | 商品名                                      | 歌                                      | 楽曲           | 備考                                           |
| 2018年  | 2018年                                      | 2018年                                  | 2018年         | 2018年                                         |
| ------- | ------------------------------------------- | --------------------------------------- | -------------- | ---------------------------------------------- |
| 1月28日 | 宇宙戦隊キュウレンジャー オールスター全曲集 | ホウオウソルジャー / 鳳ツルギ（南圭介） | 「I'M LEGEND」 | テレビドラマ『宇宙戦隊キュウレンジャー』関連曲 |

## 書籍

### 写真集
- Ga Sai Gon（2007年1月6日、扶桑社） ISBN 4-594-05279-7
- K-SK（2009年1月24日、彩文館）ISBN 978-4-7756-0360-4

### その他
- 南圭介ファースト・トレーディングカード（2009年7月11日、J-MEN'Sトレカシリーズ）